# Julemærkemarchen
Julemærkemarchen er en årlig velgørenhedsmarch arrangeret af Julemærkefonden til fordel for julemærkehjemmene, som afholdes forskellige steder omkring i Danmark. 
Marchen i Maribo på Lolland, søndag den 3. december 2006 var den 30. af slagsen, og blev "skudt" i gang ved Posthuset i Maribo af protektorer for marchen Grev Ingolf af Rosenborg og dennes hustru Grevinde Sussie.